# Gare de La Ferté-Milon
Pour les articles homonymes, voir Gare de La Ferté.
La gare de La Ferté-Milon est une gare ferroviaire française située sur la commune de La Ferté-Milon, dans le département de l'Aisne en région Hauts-de-France.

## Situation ferroviaire
Ancienne gare de bifurcation, elle est située au point kilométrique (PK) 79,842 de la ligne de Trilport à Bazoches et au PK 113,189 de l'ancienne ligne de Rethondes à La Ferté-Milon aujourd'hui déclassée.
La gare se trouve à 69 m d'altitude.

## Histoire
La gare de la Ferté-Milon ouvre aux voyageurs le 21 novembre 1885 à l’occasion de la mise en service par la Compagnie des chemins de fer de l'Est de la section de La Ferté-Milon à Oulchy - Breny de l'actuelle ligne de Trilport à Bazoches. À cette époque, elle fait partie d'une ligne venant de Château-Thierry.

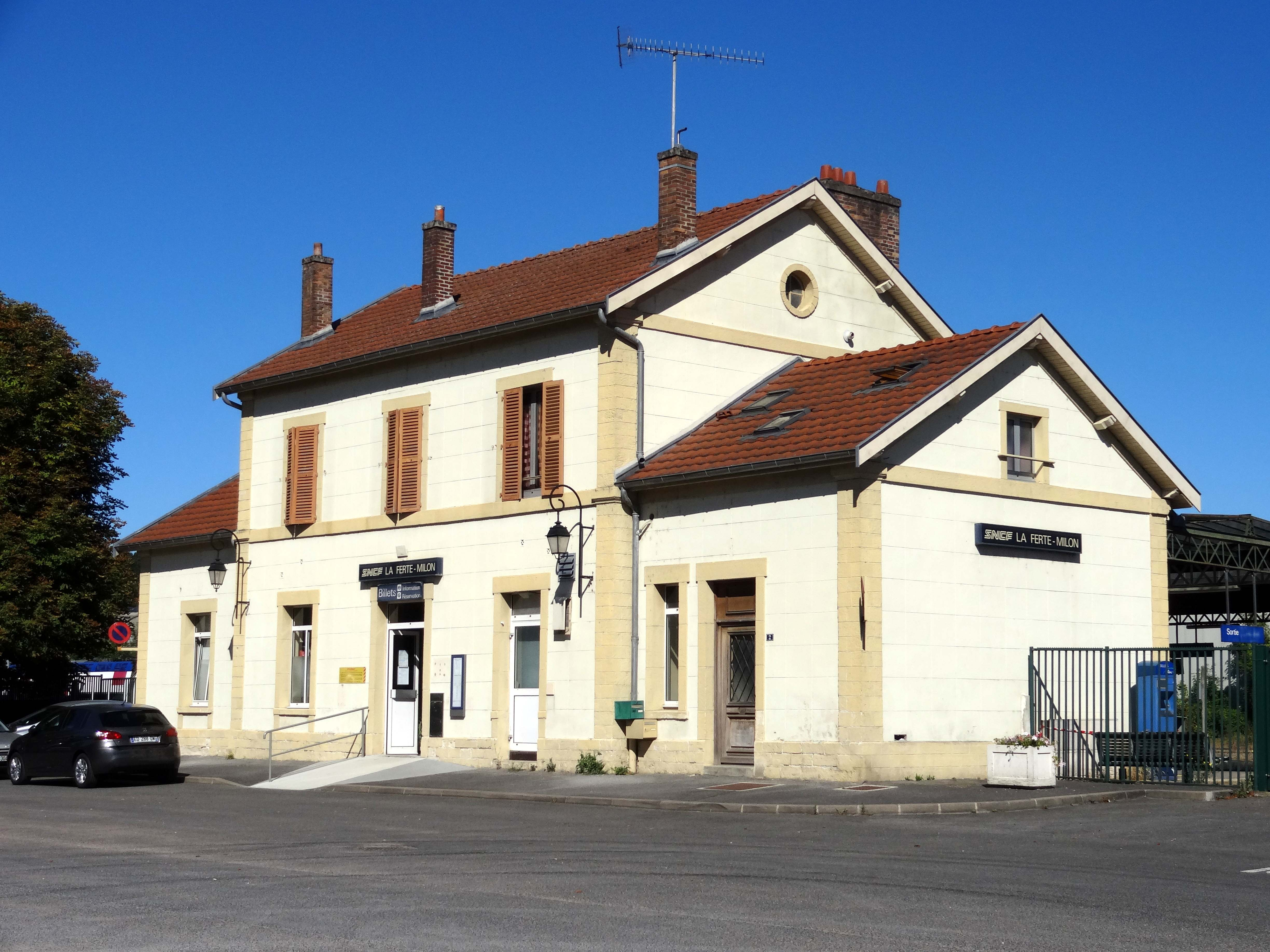
Le bâtiment voyageurs, côté rue.

Le reste de la ligne, de Trilport à La-Ferté-Milon et d'Oulchy - Breny à Bazoches, est ouvert à la circulation le 1er juin 1894. Désormais, La Ferté-Milon n'est plus une gare en impasse.
Le bâtiment voyageurs date de 1885. Il s'agit d'un bâtiment « Est » de type C tardif identique à ceux construits sur le reste de la ligne en 1894. La décoration des gares construites en 1894, notamment celle de Lizy-sur-Ourcq, est plus riche que celle des gares construites en 1885.
La desserte de La Ferté-Milon à Reims (76,1 km) a été fermée aux voyageurs le 6 mars 1972. Ce tronçon a été rouvert le 18 décembre 1981
Depuis le 3 avril 2016, il n'y a plus de transport ferroviaire de voyageurs entre La Ferté-Milon et Fismes. Les voyageurs sont acheminés en bus. La SNCF justifie cette décision par le mauvais état de la ligne à l'est de La Ferté-Milon ainsi que par le coût élevé d'une hypothétique rénovation de cette ligne.

## Fréquentation
De 2015 à 2023, selon les estimations de la SNCF, la fréquentation annuelle de la gare s'élève aux nombres indiqués dans le tableau ci-dessous.
| Année     | 2015    | 2016    | 2017    | 2018    | 2019    | 2020   | 2021   | 2022    | 2023    |
| --------- | ------- | ------- | ------- | ------- | ------- | ------ | ------ | ------- | ------- |
| Voyageurs | 123 281 | 120 942 | 118 228 | 119 892 | 128 417 | 72 807 | 99 496 | 133 587 | 127 956 |

## Service des voyageurs

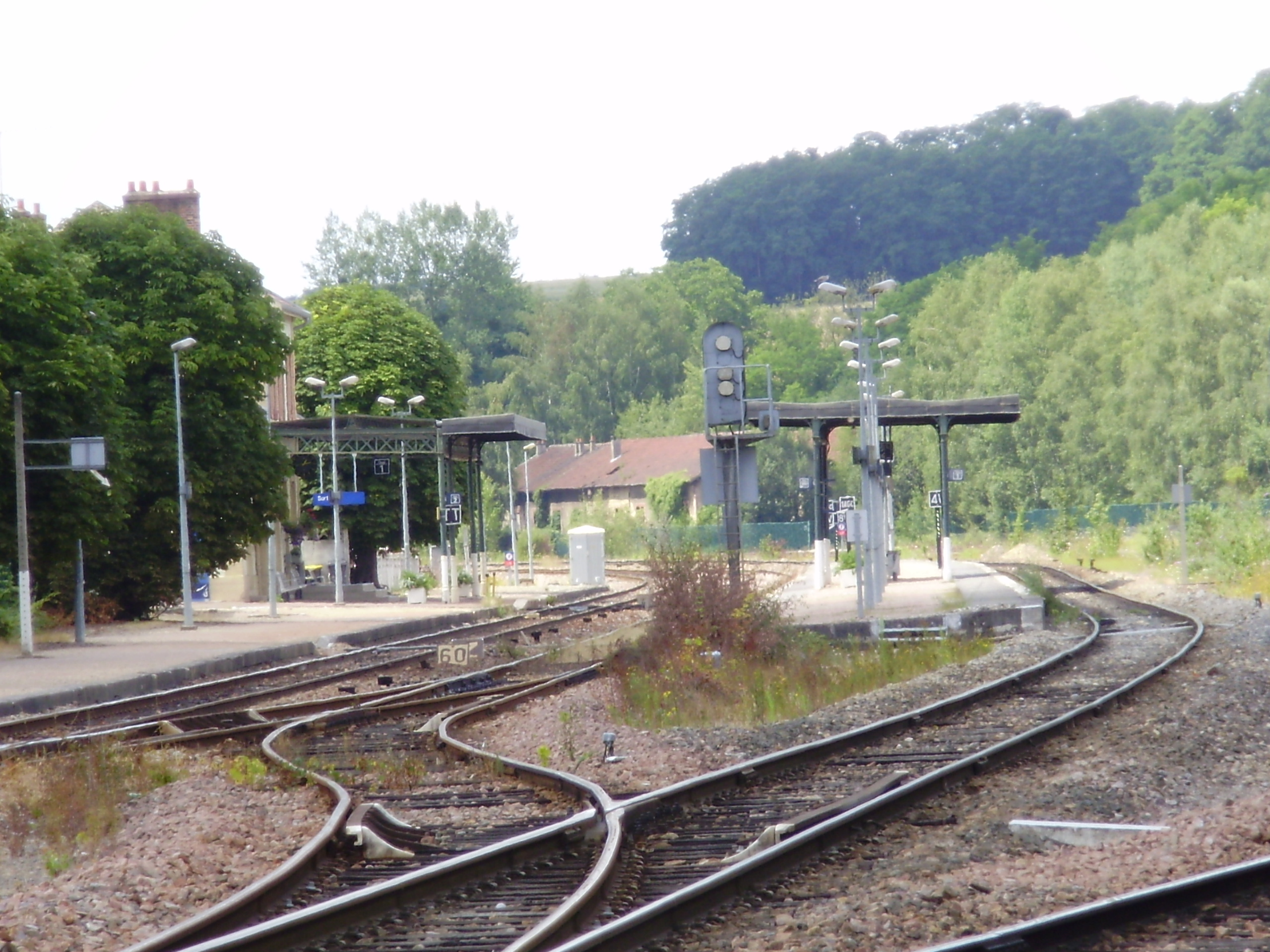
Vue depuis le passage à niveau à l'est de la gare.

La gare est desservie par les trains de la ligne P du Transilien du réseau Transilien Paris-Est à raison d'un train par heure en moyenne. Le trajet nécessite un peu plus d'une heure depuis ou vers Paris-Est, le plus souvent avec une correspondance en gare de Meaux. En semaine, aux heures de pointe, deux trains effectuent la relation complète jusqu'à Paris pour répondre au déplacement pendulaire.
Le changement de quai s'effectue par un passage planchéié.

### Intermodalité
La gare est desservie par les autocars de la ligne 6495 du réseau interurbain de l'Oise. Depuis le 1er septembre 2020, la ligne interurbaine D du réseau de bus Villéo-Retzéo dessert la gare.